# Морейніс-Муратова Фані Абрамівна
Фейга (Фа́ні) Абра́мівна Море́йніс, у шлюбі Морейніс-Мура́това (1859, Миколаїв, Херсонська губернія, Російська імперія — 1937, Москва, СРСР) — російська революціонерка, членкиня партії «Народна воля», редакторка, авторка спогадів.

## Життєпис
Фейга Морейніс народилася в багатій єврейській родині. Дід по материнській лінії (батько її матері Бейлі Шльомівни Рафалович) був відомий в місті підрядник з будівництва кораблів, кишинівський купець першої гільдії Шльома Мошкович (Соломон Мойсейович) Рафалович (бл. 1790—1846). Батько — Абрам Хаїмович Морейніс — займався також експортом хліба, він відрізнявся гострим розумом, сильною волею, чесністю і прихильністю до іудаїзму, що доходила до фанатизму. Фані росла в оточенні численних родичів, які становили свого роду єврейську аристократію, і майже не водила знайомства з однолітками з єврейських сімей, які стояли нижче за соціальним станом. Дітей в сім'ї до праці не привчали, тому єдине заняття, яким вона заповнювала вільний час, було вишивання та виготовлення квітів.
Оскільки батьки не прагнули дати своїм дітям гарну світську освіту, Фані вчили тільки читати і писати російською, єврейською, німецькою мовами та чотирьом правилам арифметики. Коли їй виповнилося біля 12-ти років, вона вперше познайомилася з художньою літературою російською мовою. Це були книги «Таємниці Мадридського двору» і «Граф Монте-Крісто», які справили на дівчинку величезне враження.
У 1875 році Фані зі своєю двоюрідною сестрою Христиною Грінберг без відома батьків стала брати уроки у Фелікси Левандовської (у шлюбі Лянда), Валерії Левандовської (у шлюбі Белоконської) та Соломона Чудновського, які брали участь в народницькому русі. Прагнучи здати іспити за курс гімназії і вступити на медичні курси в Петербурзі, вона наполегливо опановувала знання, читала багато творів Івана Тургенєва, Льва Толстого , Федора Достоєвського .
Влітку 1876 році через сестер Левандовських вона познайомилася з євреями-народниками Савелієм Златопольським та Соломоном Віттенбергом, які багато в чому сприяли її залученню до революційної діяльності.
Під впливом народницьких ідей 6 січня 1878 році пішла з дому і через кілька днів з Христиною Грінберг поїхала до Одеси. В Одесі за рекомендацією С. Златопольського вона познайомилася з революціонером-народником Іваном Ковальським і членами його гуртка.
У майстерні, рекомендованій І. Ковальським, сестри вчилися шевському ремеслу, а через деякий час стали працювати самостійно. Грошей вистачало лише на оплату квартири, хліб і чай, обід вони могли собі дозволити лише раз на тиждень.
24 липня 1878 року, в день винесення смертного вироку І. Ковальському, разом з Х. Грінберг брала участь в демонстрації протесту, яка відбулася біля будівлі Одеського військово-окружного суду. Після демонстрації був проведений обшук у квартирі, де вона проживала разом із сестрою.
З кінця 1878 року за дорученням революціонерів-народників вела переписку з політичними в'язнями, котрі сиділи у в'язниці.
З початку 1879 року поєднувала революційну діяльність з роботою на канатному заводі, а потім знову тимчасово зайнялася шевською справою. Через деякий час вдалося влаштуватися до 2-ї приватної лікарні (єврейську) помічницею фельдшерської школи, а через кілька місяців вона вже тимчасово її заміняла. Живучи в лікарні, Фані могла вільно зустрічатися з народниками, ховати нелегальну літературу і виконувати різні доручення революційного підпілля.
Влітку 1880 року під час зустрічі в Одесі з членом Виконавчого комітету «Народної Волі» Олександром Михайловим, заявила, що в разі необхідності на неї можуть розраховувати для участі в замаху на царя. У вересні у неї зробили обшук за розпорядженням з Миколаєва (в зв'язку зі справою матроса П. Ключникова та ін.) і перепровадили в Одеське міське жандармське управління, проте за відсутністю доказів випустили під підписку про невиїзд. Фані перейшла на нелегальне становище і через два дні поїхала до Петербурга.
Восени 1880 року вона оселилася разом з членами ІК Миколою Кибальчичем та Анною Якимовою на конспіративній квартирі, де виготовляли вибухові речовини, призначені для підготовки замаху на царя.
Через кілька тижнів після вбивства імператора Олександра II виїхала до Одеси з валізою, наповненою екземплярами листа ІК «Народної Волі» до Олександра III та іншої нелегальною літературою. Потім 15 квітня 1881 року з Одеси приїхала до Києва, де через шість днів була заарештована на явочній квартирі разом з членом ІК Мартином Лангансом та Анною Якимовою. Під час обшуку знайшли листа, надісланого їй Соломоном Віттенбергом перед стратою. Через деякий час заарештовану перевели до Миколаївської в'язниці (де вона просиділа кілька місяців), а потім знову перепровадили до Одесу в казарму № 5, пристосовану для підслідних. Протягом декількох місяців Ф.Морейніс допитував військовий прокурор генерал В. С. Стрельников, згодом страчений народовольцями. Фані перевели в одиночну камеру тюремного замку, де вона сиділа до початку 1883 року, поки в результаті 5-денного голодування не добилася переведення в загальну камеру казарми № 5
По «процесу 23-х» (26 березня — 3 квітня 1883 року) Одеський військово-окружний суд засудив Ф. Морейніс до чотирьох років каторжних робіт. Вона була відправлена по етапу в Сибір і через вісім місяців прибула на р. Кару, де відбувала каторгу.
Після карійської каторги Фані Абрамівна жила на поселенні в Читі, де одружилася з окружним лікарем В. М. Муратовим. Володимира Михайловича Муратова направили на роботу лікарем на віддалений курорт в село Горячинськ, і він виїхав туди разом з сім'єю. Фані Морейніс біля 10-ти років жила безвиїзно в цьому селі, а потім стала виїжджати на зиму в Іркутськ, щоб вчити дітей. За підтримки чоловіка вона укривала від арешту і переслідування поліції втікачів засланців, студентів, службовців-залізничників, зберігала нелегальну літературу.
У 1907 року Фані Абрамівна оселилася з дітьми в Москві, щоб дати їм освіту. У 1916 року вона поїхала в Іркутськ до сина і повернулася в Москву тільки наприкінці 1924 року .
Член Товариства колишніх політкаторжан і засланців. Автор спогадів.
Померла Фані Морейніс-Муратова в 1937 році в Москві.

## Чоловік
Володимир Михайлович Муратов — виходець з родини сільського дячка, випускник медичного факультету Московського університету, він був гідним представником передової російської інтелігенції. Губернатором Забайкальської області в 1892 році був призначений на пост головного лікаря курорту в селі Горячинськ на березі Байкалу. Будучи талановитим лікарем і гарним організатором, Муратов організував лікування на науковій основі, розгорнув нове будівництво і перетворив Горячинськ на один з кращих курортів Сибіру того часу. Він пропрацював на курорті 25 років. Зберігся будинок, де він жив зі своєю сім'єю.

## Визнання заслуг
У 1926 році постановою Раднаркому Фані Муратовій була призначена персональна пенсія РРФСР. Крім цього, відбулося збільшення пенсії відповідно до Постанови Ради Міністрів СРСР: 
 «Рада Народних Комісарів Союзу РСР постановляє: 

 Збільшення розміру персональної пенсії учасникам терористичного акту 1 березня 1881 року: Вірі Миколаївні Фігнер, Ганні Василівні Якимовій-Діковській, Михайлу Федоровичу Фроленку, Ганні Павлівні Прібильовой-Корба і Фані Абрамівні Морейніс-Муратовій - до 400 рублів на місяць з 1 січня 1933 року. 

 8 лютого 1933 року, Москва, Кремль ».  